# Pico do Perdido

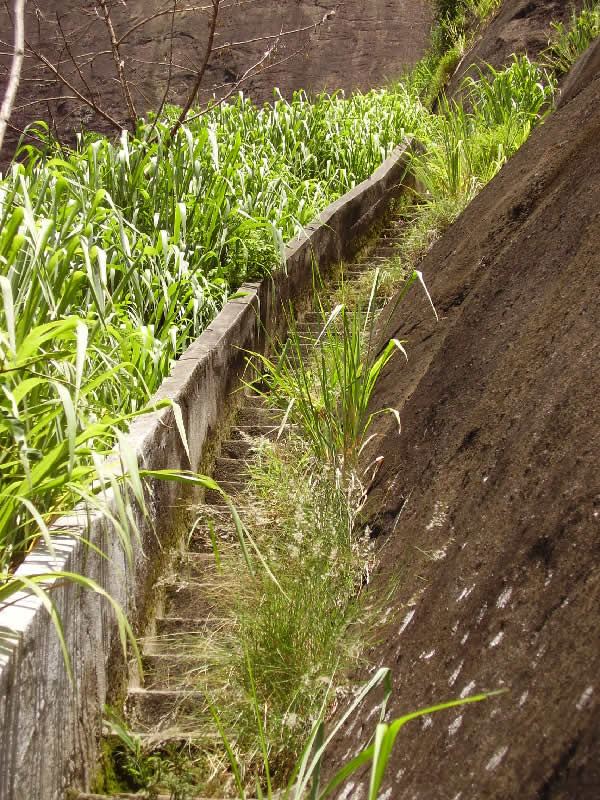
Pequena ilustração do Pico do Perdido

A Pedra do Perdido, também conhecida como Pico do Perdido ou ate mesmo Pico do Perdido do Grajaú, é o principal símbolo do bairro Grajaú, da cidade do Rio de Janeiro. Localizado dentro da Floresta da Tijuca, mas no bairro do Grajaú sendo uma das divisas com o Parque Estadual do Grajaú (PEG). Acabou se  tornando o símbolo do PEG e do bairro do Grajaú. Muitos erroneamente o confundem com o Pico do Papagaio que fica do outro lado do maciço da tijuca também dentro da floresta da tijuca. 
Com 445 metros de altitude, é muito procurada por praticantes de montanhismo, permitindo uma privilegiada vista da cidade, de onde é possível identificar a Baía de Guanabara e a Ponte Rio-Niterói, além do próprio bairro.
A duas trilhas de fácil acesso que levam ao Pico. Uma pelo PEG que fica no fim da rua Comendador Martinelli e outra por uma entrada da Floresta da Tijuca que fica no fim da rua Marianópolis, ambas pelo bairro do Grajaú. As trilhas se encontram em um único caminho quando chegam no afloramento rochoso, a maior parte da trilhas é só caminhada, mas nessas parte tem uma "escalaminhanda" com uma angulação de quase 90° contudo nesse ponto tem pino para botar corda para auxiliar na subida, sendo ela mais tranquila do que realmente parece. É indicado ir com alguém que já conheça as trilhas, porque mesmo sendo faces são um pouco confusas para quem não a conhecem.      